# الممتلكات الثقافية في إندونيسيا

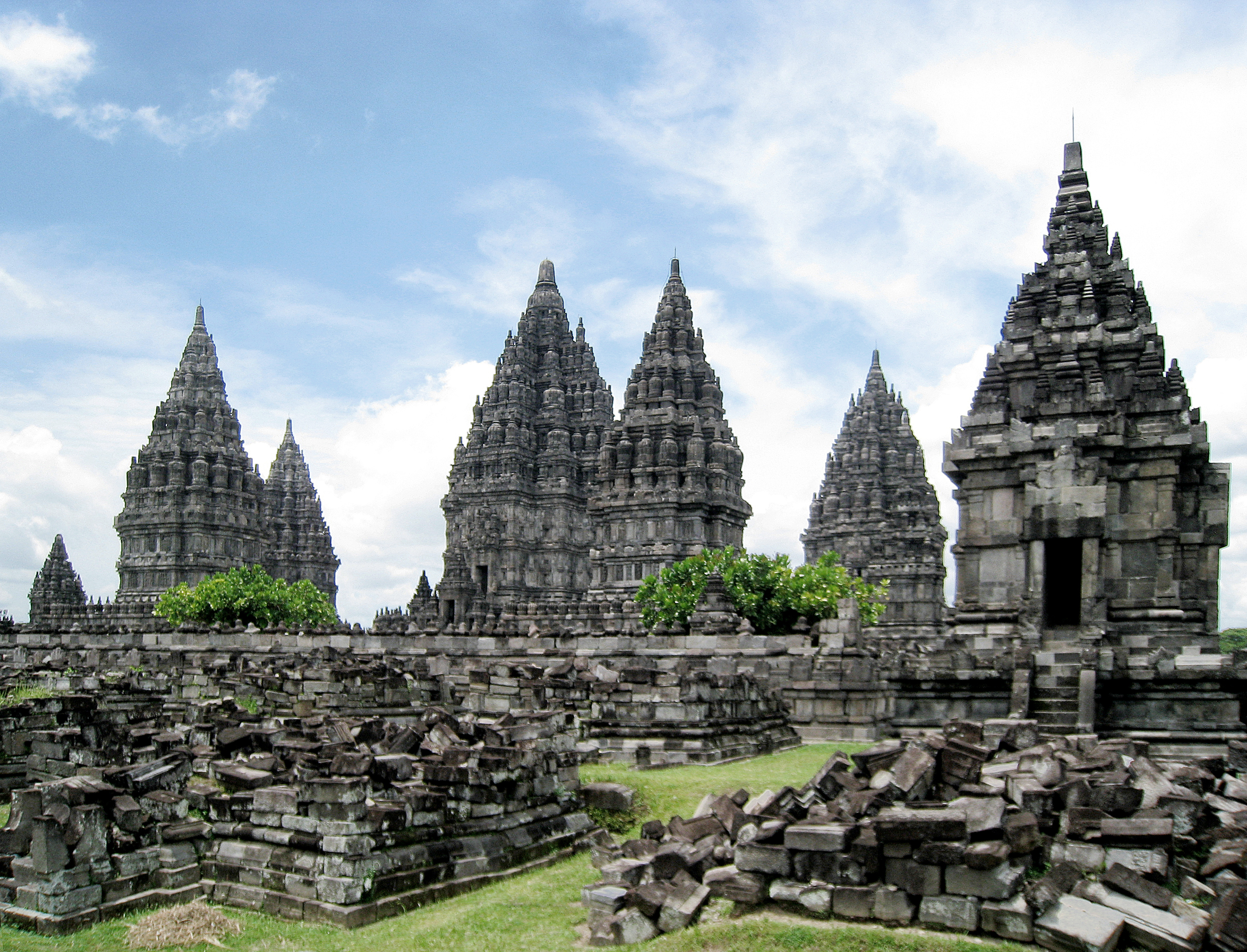
مجمع برامبانان هو واحد من 8.232 موقع من الممتلكات الثقافية غير المنقولة في إندونيسيا

الممتلكات الثقافية في إندونيسيا هي تلك العناصر التي يحددها القانون الإندونيسي بأنها «قيمة مهمة للتاريخ والعلم والثقافة»، وتشمل كلاً من القطع الأثرية التي هي من صنع الإنسان والأشياء والمكونات الطبيعية. يبلغ عدد الممتلكات الثقافية أكثر من 8.000 وتشمل المعابد الهندوسية والبوذية القديمة والمساجد والمباني الاستعمارية التاريخية والحصون والمعارض الفنية والحدائق الوطنية والشواطئ. عدد من المواقع هي مواقع تراث عالمي.
يحكم النظام الحالي لحماية وتعزيز الممتلكات الثقافية في إندونيسيا قانون جمهورية إندونيسيا رقم 5 لعام 1992 بشأن بنود الممتلكات الثقافية. يجب أن تُفهم هذه التدابير على خلفية القسم 32 من دستور عام 1945، والذي بموجبه «تطور الحكومة الثقافة الوطنية في إندونيسيا». ينص القانون رقم 10 لعام 1993 على تسجيل بنود الممتلكات الثقافية، التي ستقوم بها المنطقة الإدارية ذات المستوى الثاني ذات الصلة. اعتبارًا من عام 2008 تم تحديد حوالي 8.232 من الممتلكات الثقافية والمواقع التراثية غير المنقولة، وآخرها الأماكن التي توجد فيها عناصر من الممتلكات الثقافية.

## الأساس القانوني
تمت حماية الممتلكات الثقافية في إندونيسيا منذ عام 1931 على الأقل، عندما أصدرت الحكومة الاستعمارية لجزر الهند الشرقية الهولندية الأمر رقم 19 لعام 1931 بشأن الآثار، والذي تم تعديله لاحقًا بمرسوم آخر في عام 1934. منذ عام 1992 تمت حماية الممتلكات الثقافية بموجب القانون جمهورية إندونيسيا رقم 5 لعام 1992 بشأن الممتلكات الثقافية التي أقرها الرئيس سوهارتو في 21 مارس. تم تمرير هذا القانون الجديد لأن القوانين الاستعمارية القديمة لم تعد قابلة للتطبيق.
تعرف المادة الأولى من القانون الممتلكات الثقافية على أنها «قيمة مهمة للتاريخ والعلم والثقافة»، إما أنها كائن من صنع الإنسان أو مجموعة من الأشياء المنقولة أو غير منقولة، تبلغ من العمر خمسين عامًا على الأقل أو لها قيمة تاريخية عالية، أو الأشياء الطبيعية ذات القيمة التاريخية العالية. الأشياء المذكورة بموجب المادتين الرابعة والخامسة تنتمي بشكل عام إلى الحكومة الوطنية وتندرج ضمن نطاقها. تسمح المادة السادسة بالملكية الخاصة في ظل ظروف معينة. ثم يستمر القانون في تنظيم البحث عن الأشياء التاريخية واكتشافها، وكذلك الاحتفاظ بها وصيانتها.
بموجب الفصل السابع من القانون هناك العديد من الجرائم الجنائية المتعلقة بالممتلكات الثقافية. الضرر المتعمد وسرقة أو تشويه الممتلكات الثقافية بموجب المادة السادسة والعشرون هي جريمة جنائية يعاقب عليها بالسجن لمدة تصل إلى عشر سنوات أو غرامة قصوى من 100 مليون روبية (10.500 دولار أمريكي). تعتبر عمليات البحث غير القانوني عن الممتلكات الثقافية بموجب المادة السابعة عشرة جريمة جنائية يمكن أن يعاقب عليها بالسجن لمدة تصل إلى خمس سنوات أو غرامة قدرها 50 مليون روبية (5.250 دولار أمريكي). الأشخاص الذين يهملون الحفاظ على الأشياء الثقافية كما هو مطلوب في المادة الفرعية 1 من المادة 10 يواجهون تهمة جنحة جنائية تحمل عقوبة سنة واحدة كحد أقصى في السجن وغرامة 10 ملايين روبية (1.050 دولار أمريكي).
تتم إدارة ودراسة الممتلكات الثقافية الإندونيسية من قبل سلطاتها الإقليمية المعروفة باسم مركز الحفاظ على الثقافة. لا تحتوي المركز على ترجمة إنجليزية رسمية، وعادة ما يظل الاسم من غير مترجمة عند الإشارة إليها في المستندات بلغات أخرى.